# Молла Мухаммед Хидеджи
Молла Мухаммед Мовсумали оглы Хидеджи (азерб. Molla Məhəmməd Mövsüməli oğlu Hidəci; 1853, Хидедж, Азербайджан, Каджарское государство — 1928, Тегеран, Каджарское государство) — азербайджанский поэт, философ и педагог XIX—XX веков.

## Биография
Молла Мухаммед родился в 1853 году в селе Хидедж, недалеко от города Зенджан. Первое образование получил в сельской школе, пять лет учился в Казвине, затем десять лет получал моджахедское образование в Наджафе, овладел науками философии и юриспруденции. Вернувшись на родину в 1882 году в возрасте 40 лет поэт переехал в Тегеран, прожил там до конца жизни и преподавал в медресе, и умер в 1928 году.

## Творчество
Молла Мухаммед Хидеджи писал произведения на азербайджанском, персидском и арабском языках. По дороге в Наджаф разбойники ограбили некоторые вещи Хидеджи, в том числе его диван, впоследствии с трудом удалось восстановить поэту лишь малую часть своего дивана. Диван Хидеджи и другие произведения публиковались несколько раз. Книга «Куллияти-Дивани-Хидеджи», изданная в Зенджане в 1908 году, была напечатана с предисловием Али Хаштруди. Наряду со стихами поэта сюда включены и научные труды. Совершенный сборник стихов Хидеджи трижды публиковался в Тебризе в 1958 году. В 1962 году Мухаммед Реза Карими опубликовал книгу «Тюркский диван Хакима Хидеджи» и написал к ней длинное предисловие. В диване поэта 12 маснави даются на родном языке. Большинство этих стихотворений отражают философские и мистико-мистические мысли поэта о любви и божественной любви. Мухаммед Хидеджи был разлучен со страной, где он родился и вырос, и любовь к Родине проходит красной линией через творчество поэта. Родное село Хидеджи не меняется не только на чужбину, но даже на Тегеран. Поэт проклинает Тегеран, который отделяет его от родного села, говоря: «Пусть Бог уничтожит этот город». Религиозно-философские мысли составляют основную тему творчества поэта. В своих философских поэмах, отличающихся глубоким содержанием, он, как и его предшественники, называет человека «высшим существом» и считает его «божьим наследником и халифом». Хидеджи написал ряд стихов против философского «я». Из суфийской литературы известно, что для того, чтобы обрести божественную любовь, суфий должен сначала суметь преодолеть свое эго. Только в этом случае человек может достичь полного духовного богатства.
У поэта, пишущего о мирской любви и мирских отношениях в ряде своих стихотворений, есть произведения, в которых он предстает как человек мистики и мистицизма, зеркало, зеркало, занавеска, душа и т. д. Маснави, написанные на тему любви, занимают особое место в азербайджанском диване Мухаммеда Хидеджи. Согласно поэту, именно любовь и привязанность поддерживают жизнь человека и привязывают его к материальному и духовному миру. Человеческая жизнь, лишенная любви и привязанности, не имеет смысла. Хидеджи не довольствуется прославлением возлюбленной в своих стихах, ему удается создать художественный портрет возлюбленной средствами художественного описания и выразительности. В маснави Хидеджи любовь означает не только мирскую любовь. В его стихах настоящая любовь соединяется с религиозно-научной любовью, образуя органическое единство. В этом единстве герой Хидеджи стремится к духовному страданию встречи с божественной любовью и наслаждается ею. В своих стихах возлюбленный Хидеджи сравнивает себя с мотыльком и считает сожжение дотла на пути любви скорее честью, чем болью и лишением, а в основе одного стиха указывает уникальные признаки божественной любви. Как и у всех поэтов-суфиев, в любовной лирике Хидеджи преобладают мотивы разлуки, изгнания и тоски. Горе влюбленного повергает лирического героя в бесконечную боль, и влюбленный, горящий огнем страсти, не испытывает жалости к влюбленному. Эта разлука еще больше потрясает его пламенное сердце.
Хидеджи связан с Богом всем своим существом. Его вера в Бога, его глубокое знание правил ислама свидетельствуют о том, что он также является образованным моджахедом. Обращение к Богу, поиск убежища во Всевышнем и упование на его безграничное милосердие занимают особое место в ряду его маснави. В одном из маснави поэт просил Бога простить его грехи. Как и ряд его современников, Хидеджи в своих стихах резко критикует «религиозных людей», лжеотшельников, лжедуховенство, использующих религию в своих корыстных целях. Недовольство, бунт и пессимизм в стихах Хидеджи связаны с рядом социальных проблем того времени. Несправедливость в обществе, социальные проблемы, социальные проблемы проявляются в некоторых маснави поэта, а также в его стихотворениях. Мухаммеда Хидеджи волнует ряд процессов, происходящих в общественной жизни страны, монархия, империализм, насилие и другие. Он также смело критиковал неприятности. Несправедливость и социальные противоречия, которые он видит в жизни, отражают социальную природу творчества поэта. Хидеджи много лет работал учителем в медресе и с этим связано проявление нравственно-дидактических идей в творчестве поэта. Среди стихов на различные темы иногда поэт выходит из-под контроля и пропагандирует гуманные и гуманные качества, призывая молодое поколение к верности, честности и душевной чистоте мудрыми афоризмами. 